# Oceanside (Metrolink)
La Estacion Oceanside (en inglés: Oceanside station), es una estación de tren regional de la línea Inland Empire-Orange County y la línea de Orange County de Metrolink en Oceanside, California, área regional de San Diego en Estados Unidos.

## Descripción
Tren de pasajeros en Oceanside abrió en 1886 por Ferrocarril de Atchison, Topeka y Santa Fe. La estación fue reconstruida en 1946. Fue demolida en 1988. La estación moderna Metrolink de Oceanside fue inaugurada en 28 de marzo de 1994. Cuenta con 3 andenes de plataforma laterales, un plataforma central y 1,261 aparcamientos. La estación es propiedad de la Autoridad de Transportación de San Diego, North County Transit District. Es la única estación de Metrolink en el condado de San Diego. 

## Servicio
El tren de línea Inland Empire-Orange County tiene término norte en San Bernardino. La línea Orange County llega a Los Ángeles pasando por Orange County.

## Conexiones
- NCTD bus - ruta: 101, 302, 302, 303, 313, 318, FLEX 392, FLEX 395.
- NCTD tren - ruta: NCTD Coaster y NCTD Sprinter
- Greyhound Lines
- Amtrak Thruway
- Amtrak - ruta: Pacific Surfliner

## Lugares de interés
- Oceanside Harbor Village and beaches
- Oceanside Municipal Pier - Muelle
- Base del Cuerpo de Marines Camp Pendleton